# Божевільний парад (фільм, 1931)
«Божевільний парад» (англ. The Mad Parade) — американська воєнна драма режисера Вільяма Бодайна 1931 року.

## Сюжет
Історія восьми жінок і як вони служили своїй країні під час Першої світової війни.

## У ролях
- Евелін Брент — Моніка Дейл
- Ірен Річ — місіс Шайлер
- Луїза Фазенда — Фанні Смізерс
- Ліліан Тешман — Ліл Уілер
- Марселін Дей — Дороті Квінлен
- Фрітці Ріджвей — Пруденс Грем
- Джун Клайд — Дженіс Лі
- Елізабет Кітінг — Блюбелл Джонс
- Гелен Кітінг — Розмарі Джонс